# Finanzministerium (Kroatien)
Das Finanzministerium der Republik Kroatien (kroatisch Ministarstvo financija Republike Hrvatske, kurz MFIN) ist ein Ministerium der Kroatischen Regierung.

## Geschichte

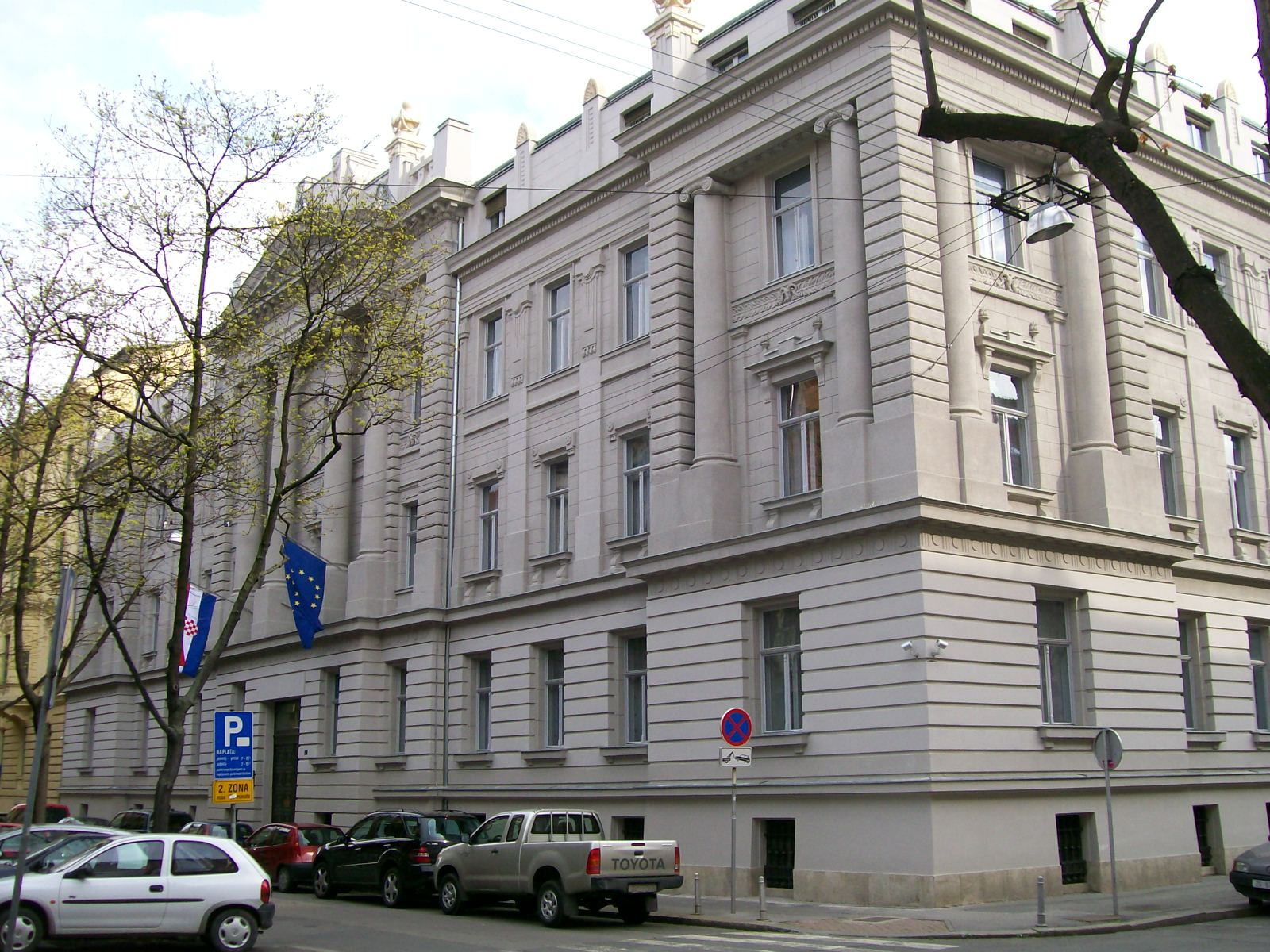
Gebäude des Finanzministeriums

Das Finanzministerium wurde 1990 gegründet.
Sein Sitz befindet sich auf der Katančićeva 5 in Zagreb.

## Aufgaben
Das Finanzministerium ist für die Vorbereitung und Durchführung der Finanzpolitik der Regierung verantwortlich.

## Minister
| Regierung (Amtszeit) | Minister           | Partei | Amtsantritt        |
| --- | ------------------ | ------ | ------------------ |
| Kabinett Mesić 30. Mai 1990 – 24. August 1990 Kabinett Manolić 24. August 1990 – 17. Juli 1991                                                            | Marijan Hanžeković | HDZ    | 25. Juli 1990      |
| Kabinett Gregurić 17. Juli 1991 – 12. August 1992 | Jozo Martinović    | HDZ    | 31. Juli 1991      |
| Kabinett Šarinić 12. August 1992 – 3. April 1993 Kabinett Valentić 3. April 1993 – 7. November 1995                                                       | Zoran Jašić        | HDZ    | 12. August 1992    |
| Kabinett Valentić 3. April 1993 – 7. November 1995 Kabinett Mateša 7. November 1995 – 27. Januar 2000                                                     | Božo Prka          | HDZ    | 7. Juli 1994       |
| Kabinett Mateša 7. November 1995 – 27. Januar 2000 | Borislav Škegro    | HDZ    | 11. September 1997 |
| Kabinett Račan I 27. Januar 2000 – 30. Juli 2002 Kabinett Račan II 30. Juli 2002 – 23. Dezember 2003                                                      | Mato Crkvenac      | SDP    | 27. Januar 2000    |
| Kabinett Sanader I 23. Dezember 2003 – 12. Januar 2008 Kabinett Sanader II 12. Januar 2008 – 6. Juli 2009 Kabinett Kosor 6. Juli 2009 – 23. Dezember 2011 | Ivan Šuker         | HDZ    | 23. Dezember 2003  |
| Kabinett Kosor 6. Juli 2009 – 23. Dezember 2011 | Martina Dalić      | HDZ    | 29. Dezember 2010  |
| Kabinett Milanović 23. Dezember 2011 – amtierend | Slavko Linić       | SDP    | 23. Dezember 2011  |
| Kabinett Milanović 23. Dezember 2011 – amtierend | Boris Lalovac      | SDP    | 14. Mai 2014       |